# 하복부

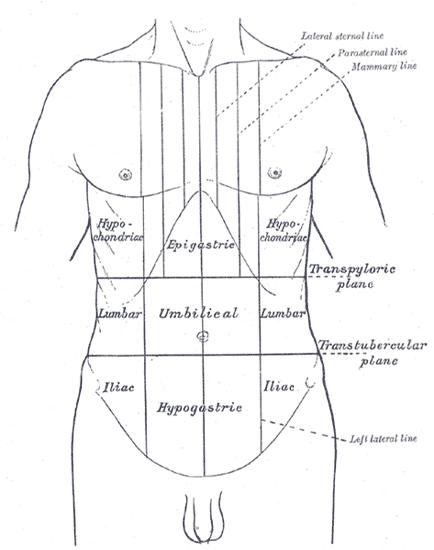
흉부부터 복부까지의 앞면 체표선

하복부중앙(hypogastrium) 또는 치골상부위(suprapubic region)는 해부학에서 배꼽 부위 아래쪽에 위치한 복부 부위를 말한다. 어원적으로 'hypogastrium'는 위장 아래를 뜻하고, 'suprapubic'은 치골 위를 뜻한다.

## 참고 자료
이 문서는 현재 퍼블릭 도메인에 속하는 그레이 해부학 제20판(1918) page 1149의 내용을 기초로 작성된 글이 포함되어 있습니다.